# Carlstadt
Carlstadt är en kommun av typen borough i Bergen County i New Jersey. Vid 2010 års folkräkning hade Carlstadt 6 127 invånare.

## Kända personer från Carlstadt
- Marc Rizzo, musiker